# Pliszczyna
Pliszczyna (niem. Fleisher Berg, 735 m n.p.m.) – niższy, wschodni wierzchołek Kobylej Góry położony w Górach Kruczych.

## Położenie
Pliszczyna stanowi wyraźne spłaszczenie grzbietu, podciętego od północnego wschodu, Długim Dołem, a od południowego wschodu, Krótkim Dołem - dwoma głębokimi dolinkami źródliskowych potoków Szkła. W ten sposób Pliszczyna leży całkowicie w zlewisku Morza Północnego.

## Budowa geologiczna
Grzbiet tworzą permskie porfiry (trachity).

## Roślinność
Wzniesienie porasta las świerkowy regla dolnego.